# 1273 Гельма
1273 Гельма (1273 Helma) — астероїд головного поясу, відкритий 8 серпня 1932 року.
Тіссеранів параметр щодо Юпітера — 3,507.